# Escut de Setaigües
L'escut de Setaigües és un símbol representatiu utilitzat per l'Ajuntament de Setaigües, municipi del País Valencià, a la comarca de la Foia de Bunyol. Té el següent blasonament:
| « | Quatre pals de gules sobre camp d'or, corona reial oberta en el timbre. S'afegeixen a l'exterior dues branques de llorer creuades sota la punta de l'escut. | » |

## Història
L'escut que utilitza l'Ajuntament es remunta a l'any 1848. A l'Arxiu Històric Nacional es conserva l'empremta d'un segell en tinta, de 1876 on ja hi apareix aquest escut.

Segell de l'Alcaldia (AHN, 1876).

Els quatre pals són les armes reials de la Corona d'Aragó i recorden la conquesta de Setaigües pel rei Jaume I i als primers senyors de la població Berenguel·la Ferrandis i el seu fill Pere Ferrandis (fill natural de Jaume I).
A mitjan 1998 l'Ajuntament intentà rehabilitar l'escut però obtingué l'informe negatiu del Consell Tècnic d'Heràldica de la Generalitat Valenciana (CTHGV): Explicava que aquest n'era un dels emprats al segle xix pels municipis que no tenien escut propi, que, no obstant, es podia rehabilitar adaptant-lo al Decret 116/1994 que estableix en l'article 12.1 els criteris heràldics i vexil·lològics per als escuts municipals de la comunitat valenciana (forma quadrilonga de punta redona, corona reial oberta per timbre i no dur adorns exteriors, ni divises ni filacteris) i es proposaven dues alternatives com a possibles escuts municipals sense els quatre pals.

Proposta d'escut municipal de 2010.

En juliol de 2010 l'Ajuntament presentà amb els vots del Partit Popular i d'una regidora no adscrita, i els vots en contra del Partit Socialista i d'Esquerra Unida, una nova proposta d'escut municipal amb el següent blasonament:
| « | Escut quadrilong de punta redona, partit. Primer, d'or, els quatre pals de gules. Segon, en camp d'argent set ones d'atzur i en cap, de gules, un Agnus Dei passant d'argent, amb nimbus crucífer d'or i banderola d'argent carregada d'una creu plena de gules, amb l'asta d'or. | » |

Per contra, l'oposició proposà mantenir-ne l'escut actual adaptant-lo al Decret 116/1994 i sotmetre a referèndum qualsevol modificació de l'escut que el poble té com a propi.
Les ones són armes parlants del nom del poble i l'anyell pasqual és l'atribut de Sant Joan Baptista, patró de la població.
Finalment, el 2011, el CTHGV va emetre un dictamen negatiu sobre la nova proposta de l'Ajuntament.